# Дмитриев, Фёдор Михайлович (историк)
Фёдор Михайлович Дмитриев (28 октября (9 ноября) 1829—25 января (6 февраля) 1894 или 28 сентября (10 октября) 1829 — 28 января (9 февраля) 1894) — историк права, публицист, профессор Московского университета; попечитель Санкт-Петербургского учебного округа; сенатор, тайный советник.

## Биография
Родился в 1829 году в семье М. А. Дмитриева.
Начальное образование получил дома. В 1846—1850 годах учился на  юридическом факультете Московского университета, который окончил со степенью кандидата права.
Находился за границей (1857—1859) в качестве секретаря великой княгини Елены Павловны, которая покровительствовала его учёным занятиям. Защитил (1859) магистерскую диссертацию по гражданскому праву «История судебных инстанций и гражданского апелляционного производства от Судебника до Учреждения о губерниях» — капитальный труд по истории русского права, удостоенный (1860) Демидовской премии и сохранявший своё научное значение до конца XIX века (был переиздан в 1899).
В мае 1859 года был назначен исполнять должность экстраординарного профессора кафедры государственного права европейских держав Московского университета; с июня 1866 года — экстраординарный профессор кафедры истории иностранных законодательств древних и новых. Блестящий лектор, Дмитриев (по выражению Б. Н. Чичерина) производил глубокое впечатление на современников «острым, тонким, удивительно гибким умом».
В конце 1850-х сотрудничал в изданиях «Русский вестник» и «Московские ведомости», в начале 1860-х — в газете «Новое время», где выступал с обсуждением судебной, цензурной и университетской реформ.
Принял активное участие (1866) вместе с представителями либеральной профессуры Московского университета (Б. Н. Чичериным, М. Н. Капустиным, С. М. Соловьёвым, С. А. Рачинским и др.) в так называемом «профессорском восстании», выступая против повторного избрания в деканы юридического факультета ИМУ профессора В. Н. Лешкова и вмешательства Министерства народного просвещения в университетские дела. Вследствие этого конфликта, а также по состоянию здоровья (болезнь глаз) в июне 1868 года подал прошение об отставке.
После ухода из университета поселился в родовом имении в Сызранском уезде Симбирской губернии, где занялся земской деятельностью в качестве гласного, почётного мирового судьи и предводителя уездного дворянства. Был произведён в чин действительного статского советника 17 апреля 1874 года.
Впоследствии был назначен попечителем Санкт-Петербургского учебного округа (1881—1884). Покинул пост попечителя в связи со сменой руководства Министерства народного просвещения и несогласием с принятием Университетского устава 1884 года.
В 1885 году был назначен сенатором — присутствующий в 1-м департаменте и в соединённых присутствиях 1-го и кассационного департаментов. С 1 января 1883 года состоял в чине тайного советника. Был награждён орденами: Св. Станислава 1-й степени (1882), Св. Анны 1-й степени, Св. Владимира 2-й (1889) и 3-й (1876) степеней.
Умер в 1894 году. Похоронен в Даниловом монастыре.